# ألين بيتر
ألين بيتر (بالإنجليزية: Allen Peter)‏ هو لاعب كرة قدم سليماني، ولد في 11 سبتمبر 1995 في جزر سليمان. شارك مع منتخب جزر سليمان لكرة القدم. أما مع النوادي، فقد لعب مع Malaita Kingz F.C. ‏.

## وصلات خارجية
- ألين بيتر على موقع قاعدة بيانات كرة القدم.إي يو (الإنجليزية)
- ألين بيتر على موقع ناشيونال فوتبول تيمز (الإنجليزية)